# Ризький метрополітен
Ризький метрополітен (латис. Rīgas metropolitēns) — нереалізований проект метрополітену, повна здача в експлуатацію якого планувалася в 2021 році.

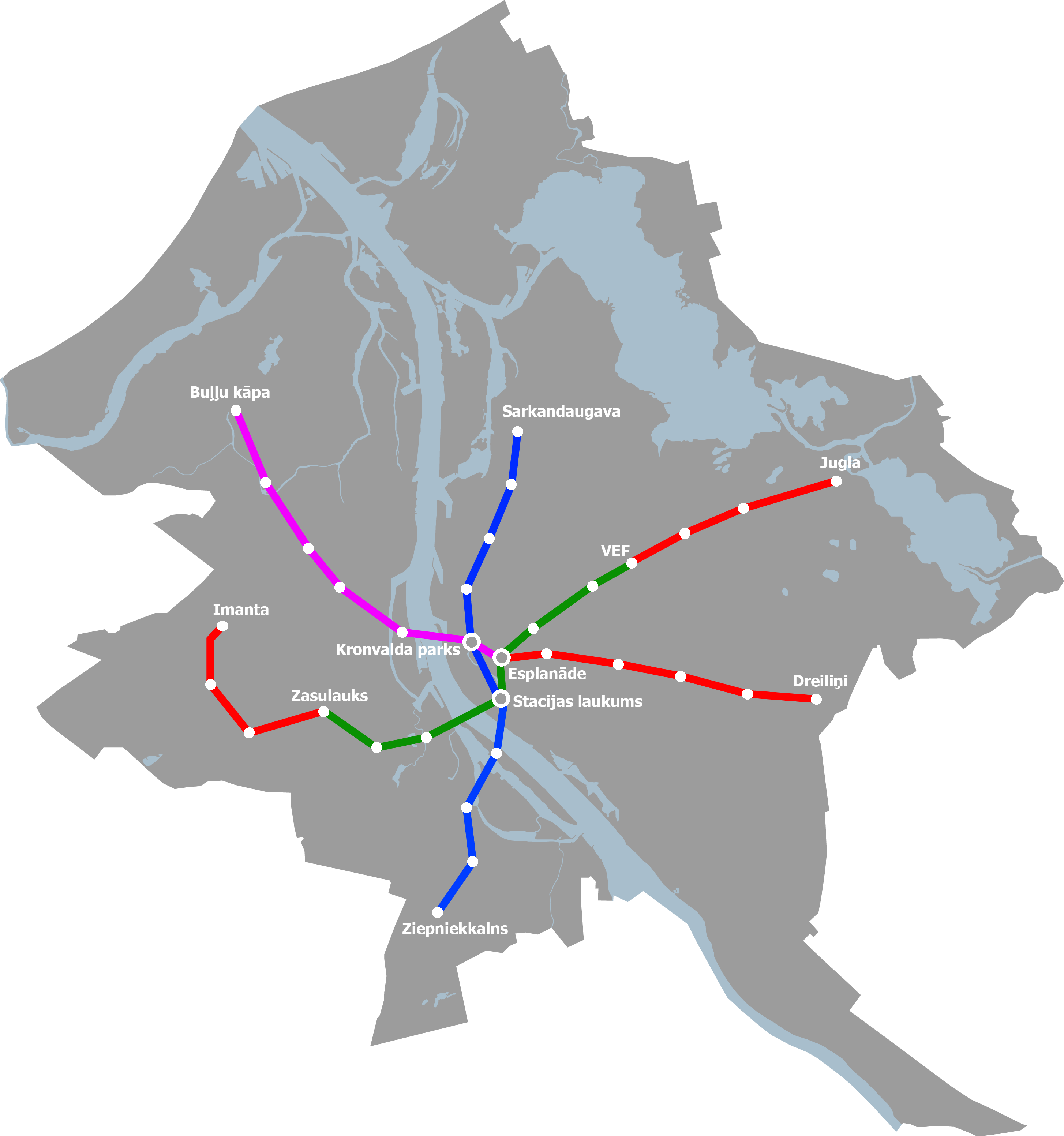
мапа метро

## Історія
Ідея побудувати метрополітен з'явилася в середині 1970 років, Рига мала можливість стати першим містом Балтійських країн в якому з'явилося метро. Всього планувалося 3 лінії, першою повинні були побудувати лінію Засулаукс — ВЕФ, на якій планувалося 8 станцій. З початком Співочої революції проєкт піддавався гострій критиці і плановане в 1990 році будівництво не почалося. Вважалось, що метро негативно вплине на архітектуру Старого міста і історичного центру, а також на національний склад ЛатРСР.